# Rättsstaten (valallians)
Rättsstaten (Dawlat al-Qanun) är en irakisk valallians med shiitisk bas, bildad av premiärminister Nuri al-Maliki och hans parti Kallelsen. Alliansen förespråkar en stark centralmakt. 
Rättsstaten gjorde ett starkt regionalval 2009 och ser ut att ha blivit den stora segraren i parlamentsvalet i Irak 2010.